# Rugby Europe U18 Championship 2006
El Rugby Europe U18 Championship del 2006 se disputó en Italia y fue la tercera edición del torneo en categoría M18.

## Equipos participantes
- Selección juvenil de rugby de Escocia
- Selección juvenil de rugby de Francia
- Selección juvenil de rugby de Georgia
- Selección juvenil de rugby de Inglaterra
- Selección juvenil de rugby de Irlanda
- Selección juvenil de rugby de Italia
- Selección juvenil de rugby de Portugal
- Selección juvenil de rugby de Rusia

## Resultados

### Cuartos de final
- Los perdedores avanzan a la copa de plata

| 9 de abril | Italia | 24 - 5 | Irlanda |  |  |

| 9 de abril | Inglaterra | 67 - 12 | Portugal |  |  |

| 9 de abril | Francia | 55 - 0 | Rusia |  |  |

| 9 de abril | Escocia | 28 - 15 | Georgia |  |  |

### Semifinal de Plata
| 12 de abril | Portugal | 0 - 13 | Irlanda |  |  |

| 12 de abril | Georgia | 11 - 0 | Rusia |  |  |

### Semifinales Campeonato
| 12 de abril | Italia | 0 - 29 | Inglaterra |  |  |

| 12 de abril | Francia | 22 - 10 | Escocia |  |  |

### Séptimo puesto
| 15 de abril | Rusia | 31 - 24 | Portugal |  |  |

### Quinto puesto
| 15 de abril | Georgia | 3 - 52 | Irlanda |  |  |

### Tercer puesto
| 15 de abril | Italia | 29 - 3 | Escocia |  |  |

### Final
| 15 de abril | Francia | 7 - 15 | Inglaterra |  |  |

| Bandera de Inglaterra |
| Campeón Inglaterra    |
| Segundo título        |